# Andrzej Piotr Kluczyński
Andrzej Kluczyński (ur. 14 października 1972) – polski biblista protestancki, doktor habilitowany nauk teologicznych, profesor nadzwyczajny Chrześcijańskiej Akademii Teologicznej w Warszawie (ChAT).

## Życiorys
Ukończył studia teologiczne na Wydziale Teologicznym ChAT (1992-1997). Uzupełniał wykształcenie na Wydziale Teologii Ewangelickiej w Rheinische Friedrich-Wilhelms-Universität Bonn (1998-1999). Odbył wyjazdy naukowe i kwerendy biblioteczne na Uniwersytetach w Bonn, Tybindze, Bar-Ilan w Tel-Avivie i Oksfordzie.
Został zatrudniony w Katedrze Wiedzy Starotestamentowej i Języka Hebrajskiego Wydziału Teologicznego ChAT.
W 2002 uzyskał w ChAT stopień doktora teologii na podstawie rozprawy pt. Koncepcja władzy w Izraelu powygnaniowym według Ksiąg Aggeusza i Protozachariasza. W 2013 Rada Wydziału Teologicznego ChAT nadała mu stopień naukowy doktora habilitowanego na podstawie dorobku ze szczególnym uwzględnieniem monografii: "Książę Pokoju" (Iz 9,5). Obraz monarchii izraelskiej w księgach prorockich Starego Testamentu, Warszawa 2012. Opublikował m.in. także pracę: Zbawienie Izraela w Księgach Aggeusza i Zachariasza 1–8 (Wydawnictwo Naukowe Chrześcijańskiej Akademii Teologicznej w Warszawie, Warszawa 2021 ISBN 978-83-60273-65-4 (publikacja wyłącznie w formie elektronicznej).
Z dniem 1 października 2013 r. objął stanowisko profesora nadzwyczajnego ChAT.
Przez szereg lat prowadził zajęcia w Wyższej Szkole Teologiczno-Społecznej w Warszawie oraz Wyższym Baptystycznym Seminarium Teologicznym w Warszawie.